# Nella Gambini
Pour les articles homonymes, voir Gambini.
 Nella Gambini parfois créditée  Nella C. Gambini, née à Ferrare le 6 janvier 1953 et morte à Rome le 1er mai 2016 est une chanteuse, actrice et cascadeuse active de 1963 à 2003.
Comme cascadeuse au cinéma entre 1966 et 1977 elle a travaillé sur de nombreux westerns, policiers et comédies à l'italienne.

## Biographie
Nella C. Gambini est né à Ferrare en 1953. À l'âge de dix ans, elle débute comme chanteuse dans un cabaret de Ferrare puis fait ses débuts au théâtre à côté de Emma Gramatica.

## Filmographie partielle
- 1966 : Opération San Gennaro (Operazione San Gennaro) de Dino Risi